# Lacus Spei
Der Lacus Spei (lateinisch: See der Hoffnung) ist ein erstarrter Lavasee auf dem Erdmond, der von der Entstehung her den größeren Maria gleicht. Er liegt bei 43° N / 65° O und hat einen mittleren Durchmesser von 80 km. Anlässlich seiner Entdeckung im Jahr 1976 genehmigte die Internationale Astronomische Union an ihrer Generalversammlung in Grenoble seinen Namen.